# Snake River (Peel River)
Der Snake River ist ein 305 km langer rechter Nebenfluss des Peel River im Yukon-Territorium in Kanada. Sein Einzugsgebiet umfasst 9167 km².

## Flusslauf
Der Snake River entspringt südlich des Mount MacDonald. Er fließt in anfangs in nordnordöstlicher, später in nördlicher Richtung unweit der Grenze zu den Nordwest-Territorien durch das Bergland. Dabei trennt er die Bonnet Plume Mountains im Westen von den Backbone und Canyon Ranges, die Teil der Mackenzie Mountains sind, im Osten. Etwa bei Flusskilometer 140 verlässt der Snake River das Bergland und erreicht das Peel Plateau. Auf seinen unteren 60 km wendet sich der Snake River nach Westen und mündet schließlich in den Peel River. 

## Hydrometrie
Knapp 9 Kilometer oberhalb der Mündung befindet sich ein Abflusspegel (⊙). Der gemessene mittlere Abfluss (MQ) beträgt 102 m³/s (1975–1995). Das zugehörige Einzugsgebiet umfasst eine Fläche von 8910 km².
Im folgenden Schaubild werden die mittleren monatlichen Abflüsse des Snake River für die Messperiode 1975–1995 in m³/s dargestellt.

## Kanu-Touren
Den Fluss kann man mit einer zweiwöchigen Kanutour befahren. Die Stromschnellen auf dem Snake River haben den Schwierigkeitsgrad II.